# Ljubomir Kerekeš

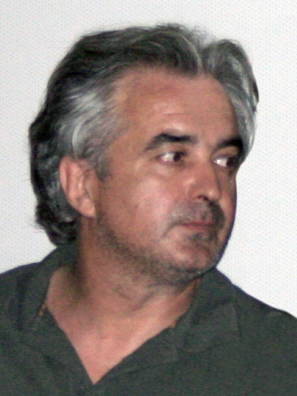
Ljubomir Kerekeš (2010)

Ljubomir Kerekeš (* 16. Januar 1960 in Varaždin, Jugoslawien) ist ein kroatischer Theater-, Film- und Fernsehschauspieler.

## Leben
Ljubomir Kerekeš begann 1980 mit dem Schauspiel in seiner Heimatstadt Varaždin und war dort von 1982 bis 1996 Mitglied im Kroatischen Nationaltheater. 1996 wechselte er zum Kerempuh Theater in Zagreb und 1998 ging er dann zum Kroatischen Nationaltheater in Zagreb, für das er bis heute tätig ist.
Neben der Arbeit fürs Theater spielte Ljubomir Kerekeš auch in diversen kroatischen Fernsehserien und Spielfilmen mit. Große Bekanntheit in seinem Land verschaffte ihm die Rolle des Majors Aleksa in der sehr erfolgreichen kroatischen Komödie Kako je poceo rat na mom otoku aus dem Jahr 1997. Internationale Bekanntheit brachte ihm seine Rolle Der Fuchs in dem US-amerikanischen Spielfilm Hunting Party – Wenn der Jäger zum Gejagten wird ein.

## Filmografie (Auswahl)
- 1993: Na rubu pameti (Fernsehfilm)
- 1996: Putovanje tamnom polutkom
- 1997: Kako je poceo rat na mom otoku
- 1998: Obiteljska stvar (Fernsehserie, Mitwirkung in drei Folgen)
- 1999: Tri muskarca Melite Zganjer
- 2001: Ante se vraca kuci (Fernsehfilm)
- 2001: Holding
- 2001: Posljednja volja
- 2002: Bogorodica
- 2002: De enclave (Fernsehfilm)
- 2002: Gott bewahre (Ne dao Bog veceg zla)
- 2003: Die Zeugen (Svjedoci)
- 2004: Zlatni vrc (Fernsehserie, Mitwirkung in 18 Folgen)
- 2005: Snivaj, zlato moje
- 2006: Bumerang (Fernsehserie, Mitwirkung in 52 Folgen von 2005 bis 2006)
- 2006: Libertas
- 2007: Hunting Party – Wenn der Jäger zum Gejagten wird (The Hunting Party)
- 2007: Dobre namjere (Fernsehserie, Mitwirkung in zwei Folgen)
- 2008: Nije kraj
- 2008: Zauvijek susjedi (Fernsehserie, Mitwirkung in 180 Folgen von 2007 bis 2008)
- 2008: Gdje pingvini lete
- 2009: Covjek ispod stola
- 2010: Mamutica (Fernsehserie, Mitwirkung in 37 Folgen von 2008 bis 2010)
- 2011: Najbolje Godine (Fernsehserie, Mitwirkung in 112 Folgen von 2010 bis 2011)
- 2012: Ljudozder vegetarijanac
- 2012: Hives (Košnice)
- seit 2017: Čista ljubav (Fernsehserie)